# April 2010
Dit artikel geeft een chronologisch overzicht van belangrijke gebeurtenissen per dag in de maand april van het jaar 2010.

## Gebeurtenissen

### 1 april
- Gunstige berichten over de Amerikaanse, Chinese, Japanse en Britse economie zorgen voor winst op de Europese beurzen; de AEX-index sluit voor het eerst sinds anderhalf jaar boven de grens van 350 punten.
- In India wordt een aanvang gemaakt met de tienjaarlijkse volkstelling, de grootste ter wereld. Dit keer worden ook gegevens verzameld over de woningen, telefoons, vervoermiddelen en bankrekeningen van de burgers.
- De Efteling opent de Sprookjesboom, een nieuw sprookje in het Sprookjesbos.

### 2 april
- De Vaticaanse priester Raniero Cantalamessa vergelijkt tijdens de Goede Vrijdagviering de kritiek op de Rooms-Katholieke kerk inzake het kindermisbruik met antisemitisme.

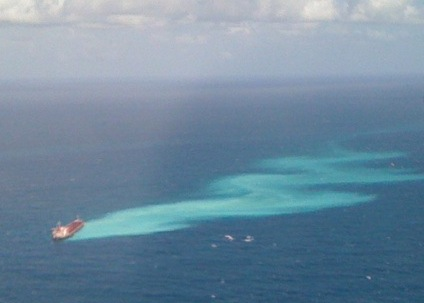
de vastgelopen Shen Neng 1

### 3 april
- De Chinese bulkcarrier Shen Neng 1 loopt vast voor de kust van Australië en lekt olie boven het Great Barrier Reef, het grootste koraalrif ter wereld.
- In de Senegalese hoofdstad Dakar wordt het kolossale, maar omstreden Monument voor de Afrikaanse Wedergeboorte onthuld ter gelegenheid van de vijftigjarige onafhankelijkheid van het land.
- Eugène Terre'Blanche, voorman van de Zuid-Afrikaanse Afrikaner Weerstandsbeweging, wordt vermoord aangetroffen op zijn boerderij. Twee zwarte medewerkers van de extreemrechtse politicus worden gearresteerd.

### 5 april
- Meer dan honderd mijnwerkers worden gered uit een overstroomde mijn in de Chinese provincie Shanxi nadat ze meer dan een week vast hebben gezeten.
- Een ondergrondse explosie in een kolenmijn in de Amerikaanse staat West Virginia kost aan 25 mijnwerkers het leven.

### 6 april
- General Motors stopt met de productie van de Hummer. Niemand heeft het merk willen overnemen. De voorraad van 2200 auto's zal tegen sterk verlaagde prijzen worden gedumpt.
- Staatssecretaris Marja van Bijsterveldt laat weten dat de titel universiteit in Nederland in de toekomst alleen nog gedragen mag worden door onderwijsinstellingen die zijn goedgekeurd door de overheid.

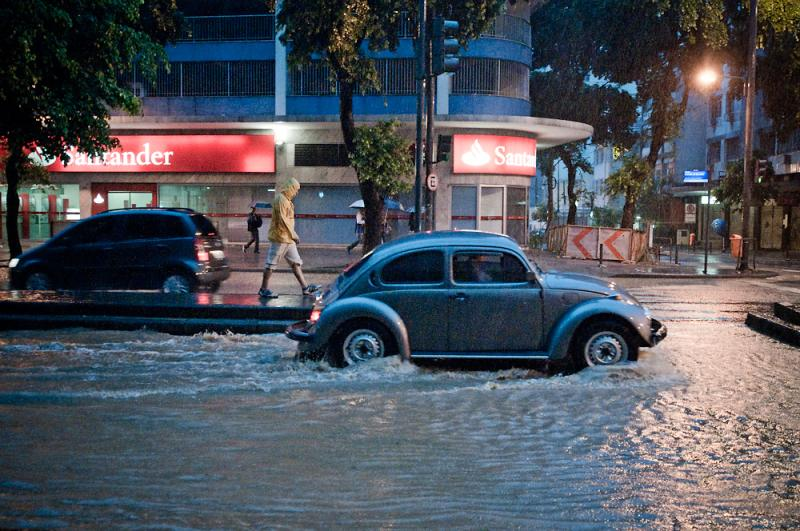
Wateroverlast in Rio de Janeiro

### 7 april
- In de Braziliaanse staat Rio de Janeiro komen als gevolg van zware overstromingen en landverschuivingen meer dan 100 mensen om het leven.
- In Thailand roept premier Abhisit Vejjajiva de noodtoestand uit in Bangkok nadat antiregeringsdemonstranten, die al weken voor onrust zorgen, het parlementsgebouw in de hoofdstad bestormen.
- Na harde acties van politie tegen demonstranten pleegt de oppositie in Kirgizië een staatsgreep. President Koermanbek Bakijev vlucht weg uit de hoofdstad Bisjkek.

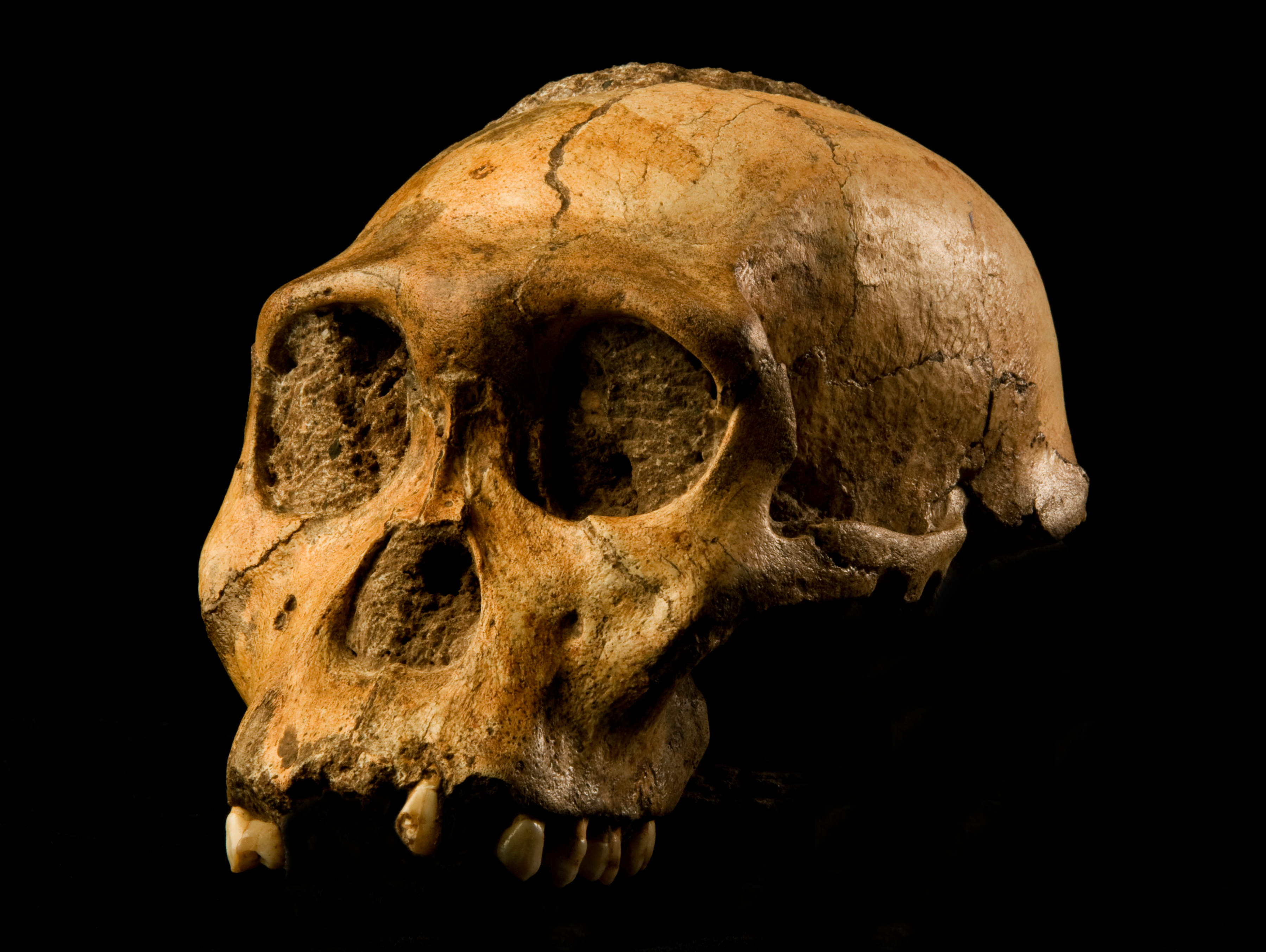
Australopithecus sediba

### 8 april
- België opent in aanwezigheid van premier Yves Leterme en minister van Buitenlandse Zaken Steven Vanackere zijn nieuwe ambassade in de Japanse hoofdstad Tokio.
- De ontdekking van een nieuwe mensachtige, de Australopithecus sediba, wordt aangekondigd. Deze is een voorouder van ofwel de Homo habilis ofwel de Homo erectus.

### 9 april
- In Vyborg wordt officieel begonnen met de aanleg van de Nord Stream, een 1.220 kilometer lange pijplijn die vanaf 2012 Russisch gas naar West-Europa moet gaan transporteren.

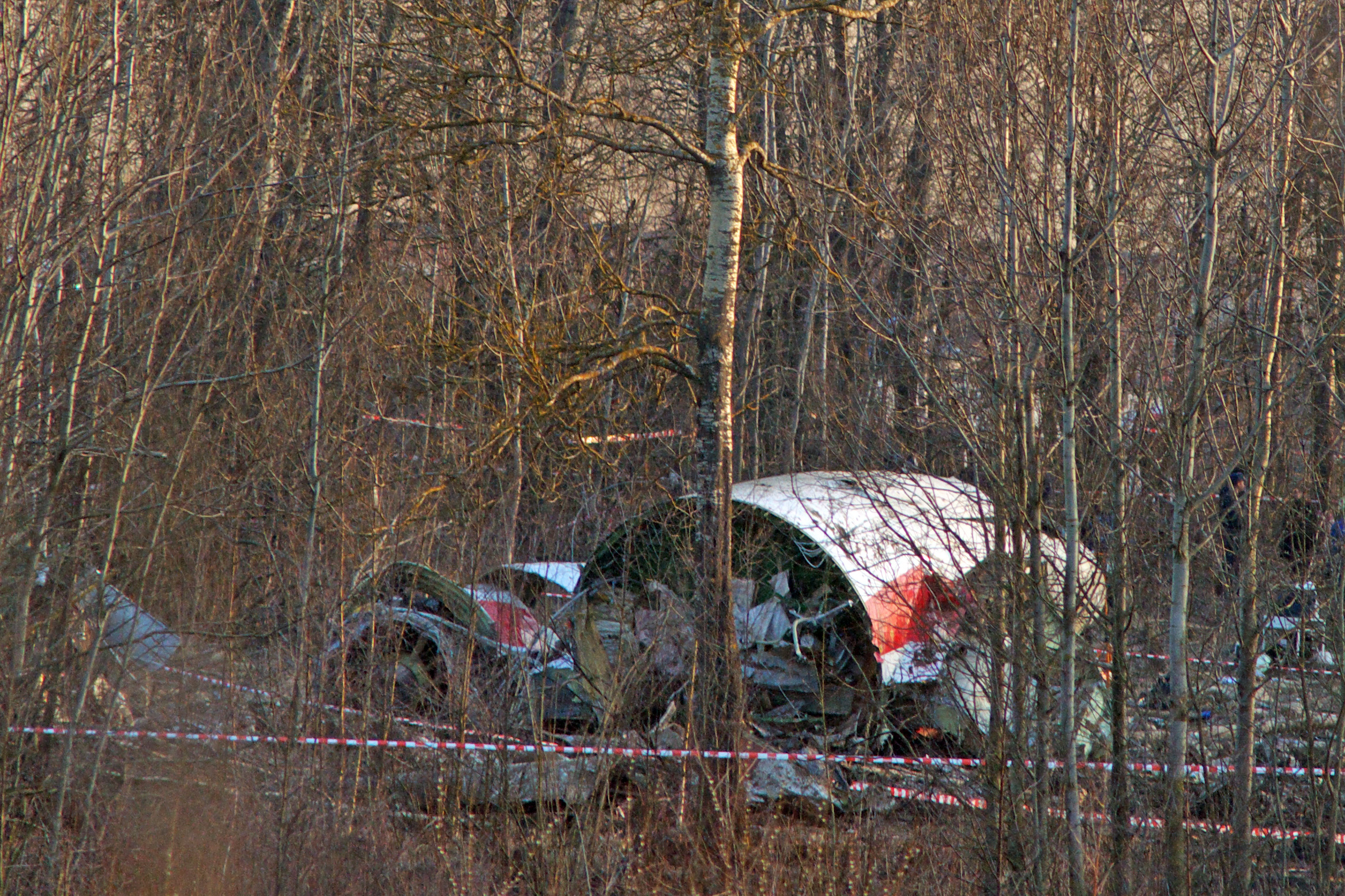
Vliegramp bij Smolensk

### 10 april
- De Poolse president Lech Kaczyński en verscheidene andere Poolse hoogwaardigheidsbekleders komen om het leven bij een vliegtuigongeluk in de buurt van de Russische stad Smolensk.
- Bij gewelddadige betogingen van aanhangers van oud-premier Thaksin en harde politieoptredens komen in de Thaise hoofdstad Bangkok 17 burgers om het leven. De betogers eisen het aftreden van de regering en nieuwe verkiezingen.
- De linkse UPFA van president Mahinda Rajapaksa behaalt een ruime overwinning bij de Sri Lankaanse parlementsverkiezingen. Rajapaksa wordt daarmee beloond voor het beëindigen van de 25 jaar durende burgeroorlog tegen de Tamiltijgers in mei vorig jaar.

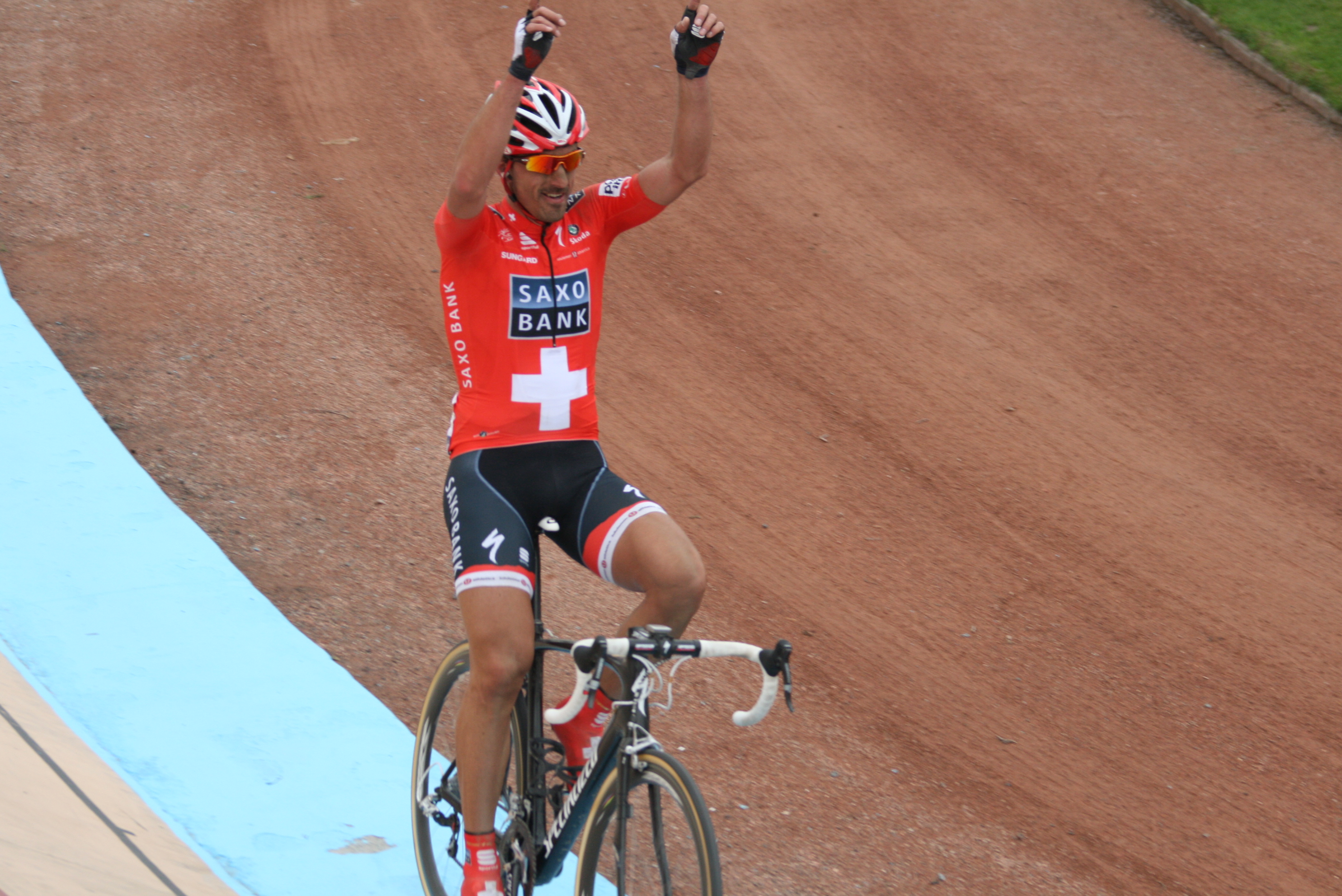
Fabian Cancellara wint Parijs-Roubaix

### 11 april
- Bij de eerste ronde van de Hongaarse parlementsverkiezingen behaalt de rechtse oppositiepartij Fidesz van voormalig premier Viktor Orbán een zeer ruime overwinning op de linkse MSZP van premier Gordon Bajnai. Een tweede ronde vindt plaats op 25 april.
- Fabian Cancellara behaalt de de 'dubbel' door een week na zijn overwinning in de 94e Ronde van Vlaanderen, ook Parijs-Roubaix 2010 naar zijn hand te zetten.
- De Keniase langeafstandsloper Patrick Makau is met 2:04.48 de snelste in de 30e editie van de marathon van Rotterdam. Bij de vrouwen zegeviert de Ethiopische Aberu Kebede in een tijd van 2:25.29.

### 12 april
- Bij het Italiaanse stadje Meran kost een treinontsporing op de Vinschgauspoorlijn als gevolg van aardverschuiving aan negen mensen het leven.
- De Nederlandse rechts-extremistische crimineel Eric Jan Q. krijgt van de rechtbank van Den Haag twaalf jaar celstraf voor het beramen van terroristische aanslagen
- Het Vaticaan vaardigt een richtlijn uit volgens welke kerkelijke instanties te allen tijde aangifte van seksueel misbruik moeten doen bij de wereldlijke overheid.

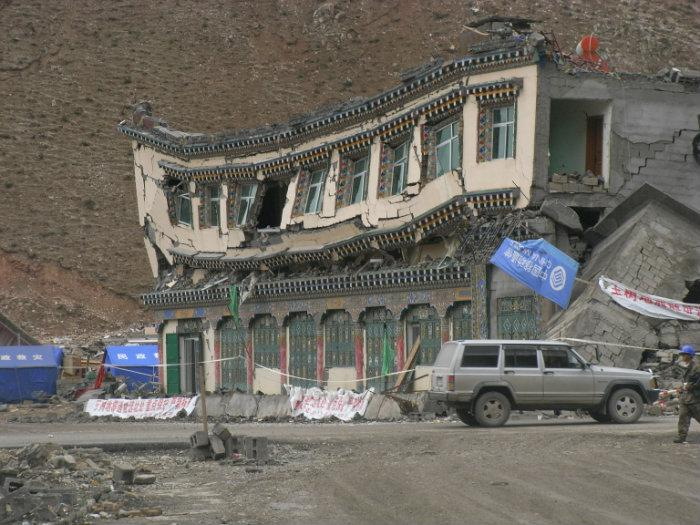
Aardbevingsschade bij Yushu

### 13 april
- Meer dan 2.200 mensen komen om het leven bij een aardbeving bij Yushu in de Chinese provincie Qinghai.
- In de Indonesische provincie West-Papoea op Nieuw-Guinea crasht een lijnvliegtuig van Merpati Nusantara Airlines komende van Sorong bij de landing in provinciehoofdstad Manokwari. Er vallen 23 gewonden.

### 14 april
- De Nederlandse verpleegkundige Lucia de Berk, in 2003 door een gerechtelijke dwaling veroordeeld tot levenslange gevangenisstraf, wordt alsnog vrijgesproken.
- Vanwege een duinbrand tussen Schoorl en Bergen aan Zee wordt Bergen aan Zee geëvacueerd.
- De IJslandse vulkaan Eyjafjallajökull barst uit.

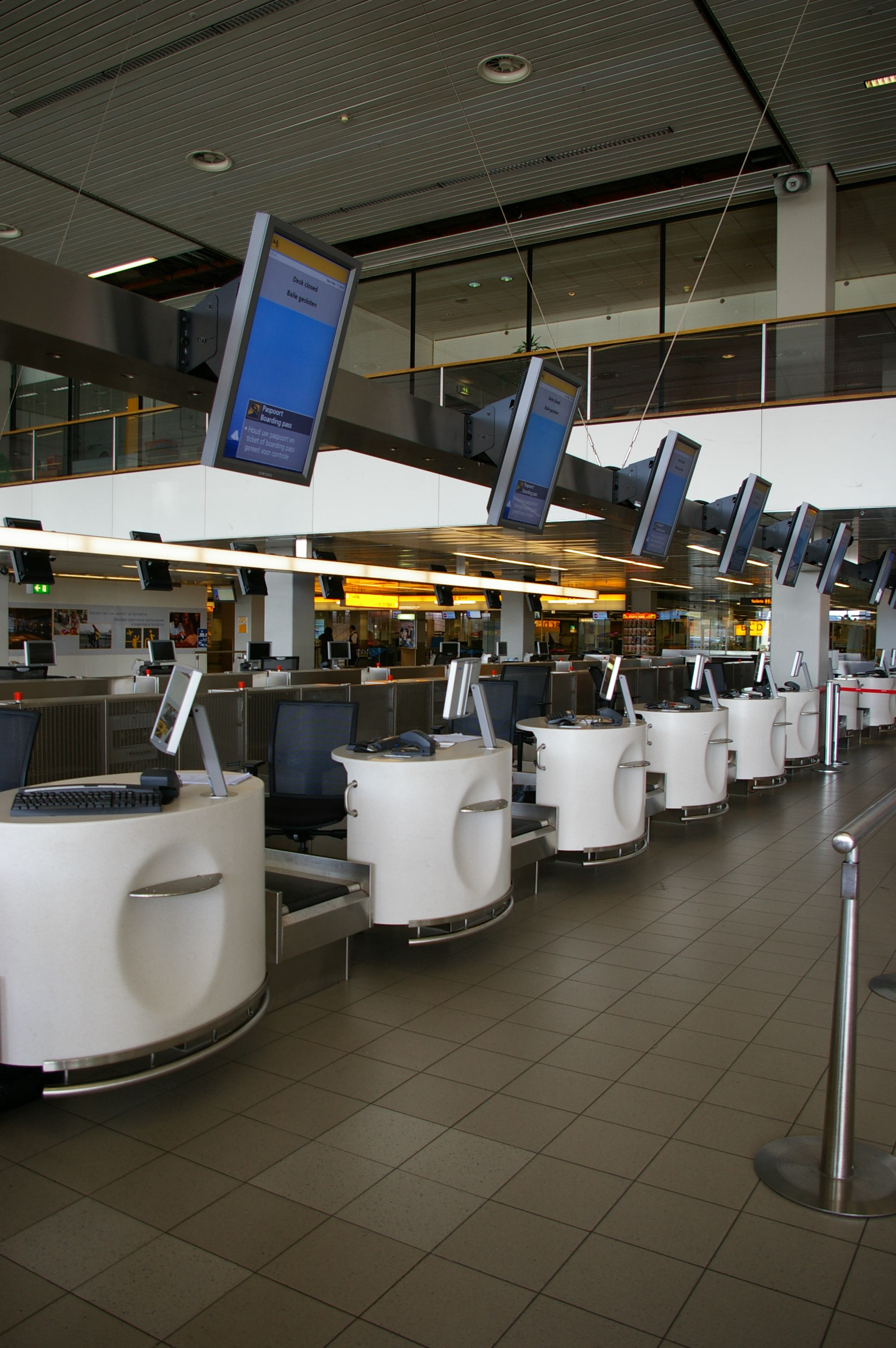
Verlaten incheckbalies op Schiphol

### 15 april
- Barack Obama belooft de NASA een reis naar Mars tegen 2030.
- De aswolk van een vulkaanuitbarsting onder de IJslandse gletsjer Eyjafjallajökull ontregelt het vliegverkeer in grote delen van Europa. Pas op 19 april komt het verkeer weer langzaam op gang. Alleen al voor de luchtvaartmaatschappijen wordt de schade geschat op 1,3 miljard euro.

### 16 april
- Koningin Margrethe II van Denemarken viert haar zeventigste verjaardag. Veel vertegenwoordigers van Europese vorstenhuizen zijn voor de festiviteiten uitgenodigd, onder wie koningin Beatrix, prins Willem-Alexander en prinses Máxima.

### 17 april
- In de Afghaanse provincie Uruzgan komen de twee Nederlandse mariniers Jeroen Houweling en Marc Harders om het leven door een geïmproviseerd explosief.
- In Pakistan wordt een dubbele zelfmoordaanslag gepleegd in een vluchtelingenkamp bij de stad Kohat in het noordwesten van het land; er vallen meer dan 40 doden.

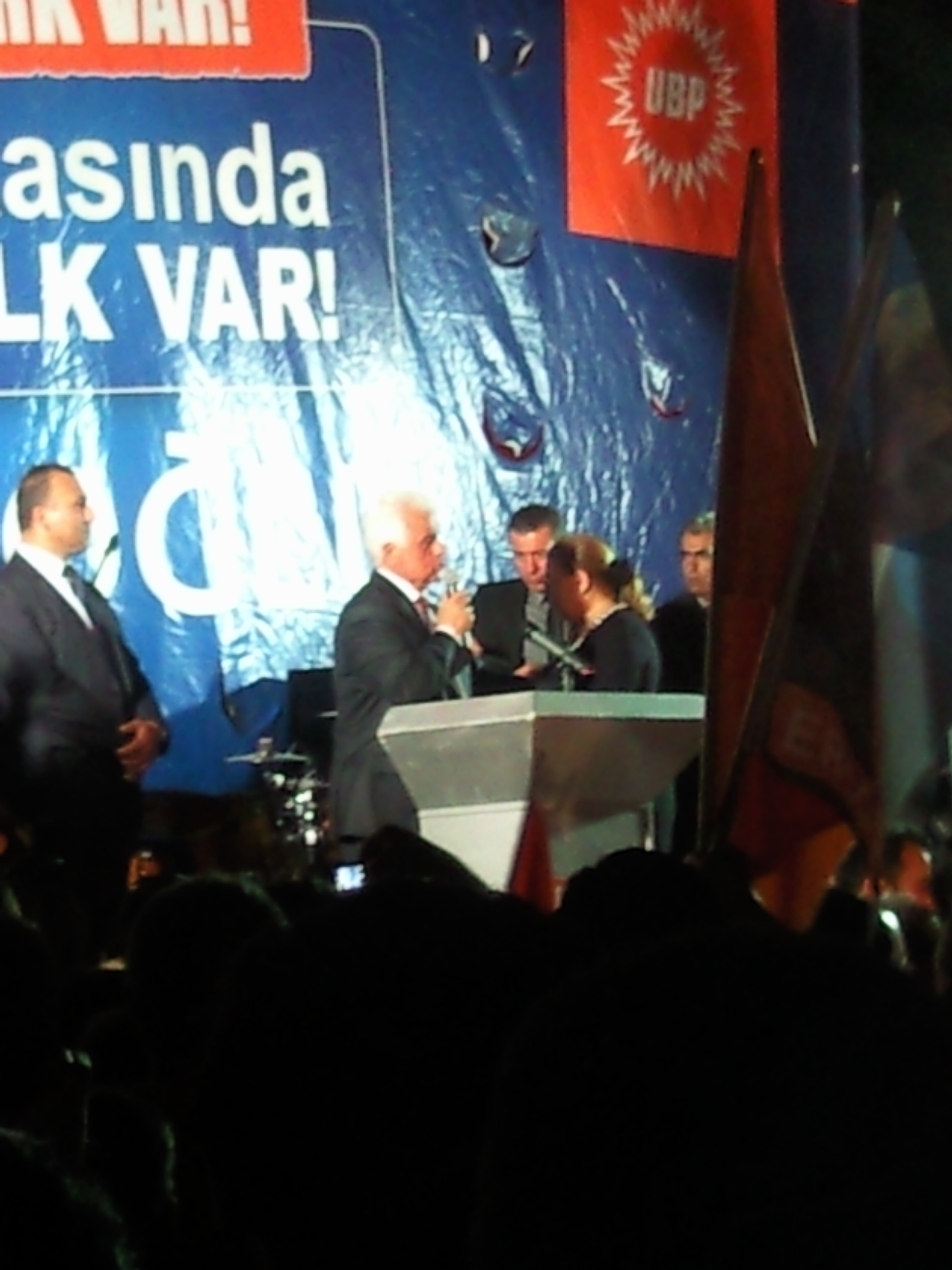
Overwinningstoespraak van Derviş Eroğlu

### 18 april
- In de uitsluitend door Turkije erkende republiek Noord-Cyprus wint premier Derviş Eroğlu van de nationalistische UBP de presidentsverkiezingen met een absolute meerderheid, waardoor een tweede ronde niet nodig is.

### 21 april
- Google lanceert de Government Request Tool, een informatieve kaart met statistieken over verzoeken van overheden om gegevens van internet te verwijderen of om informatie over gebruikers te verstrekken.

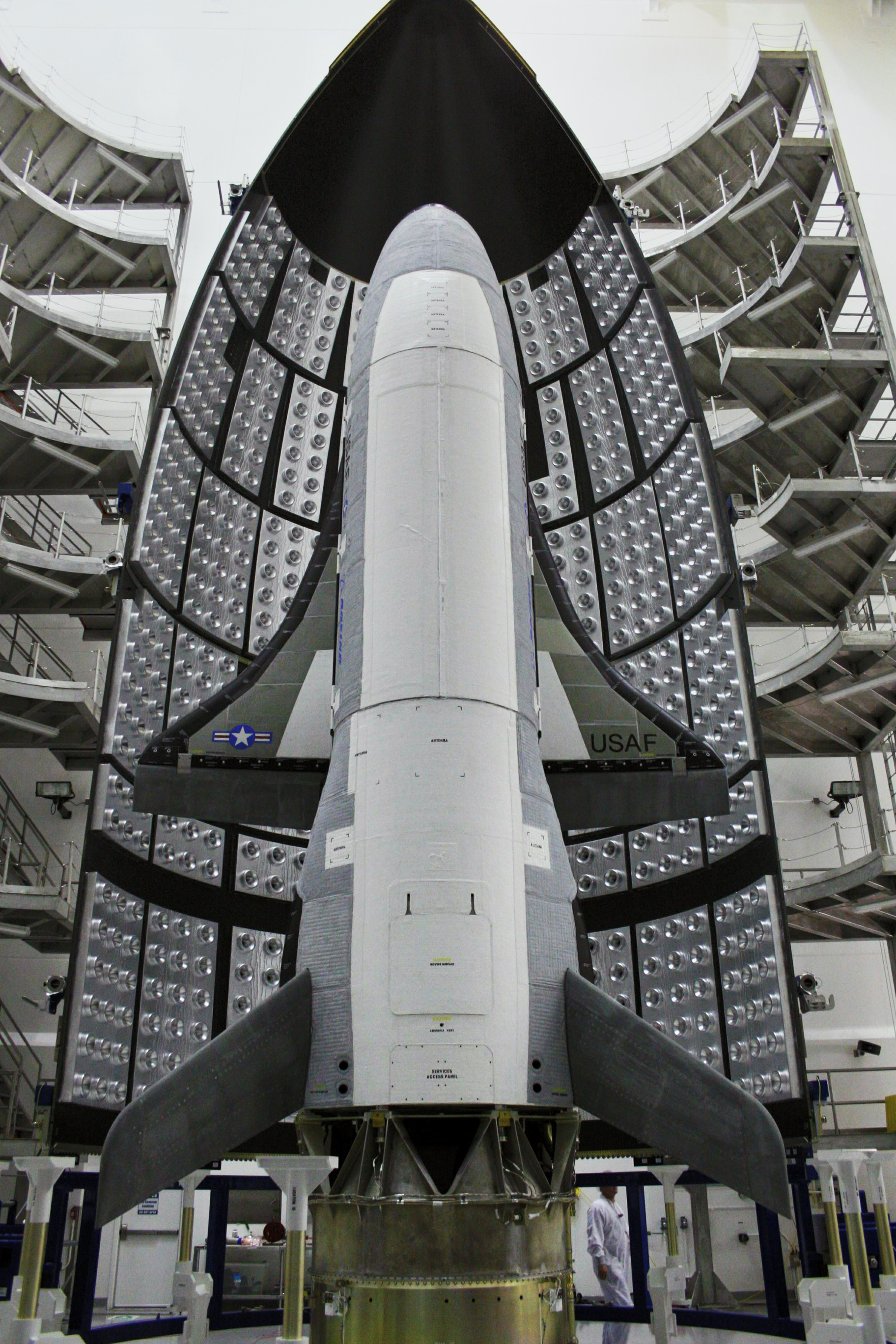
X-37B voor lancering

### 22 april
- In België biedt premier Yves Leterme het ontslag van zijn regering aan nadat de Vlaamse liberalen van de Open Vld uit de coalitie stappen tijdens moeilijke onderhandelingen met de Franstaligen over de splitsing van het kiesarrondissement Brussel-Halle-Vilvoorde. Koning Albert II houdt het ontslag in beraad.
- Een taxichauffeur uit New York bekent dat hij samen met twee anderen plannen heeft beraamd in september 2009 om een bomaanslag te plegen op de metro van de Amerikaanse stad.
- De Amerikaanse luchtmacht lanceert voor het eerst een onbemand ruimtevliegtuig met behulp van een raket. Over de functie van de X-37B wordt druk gespeculeerd, maar verwacht wordt dat het 'geclassificeerde experimenten' gaat uitvoeren.
- De Brugse bisschop Roger Vangheluwe bekent dat hij jarenlang een jongen uit bevriende kring seksueel heeft misbruikt. Hij dient zijn ontslag in, dat door de paus wordt aanvaard. De zaak blijft maandenlang voor furore zorgen in België.

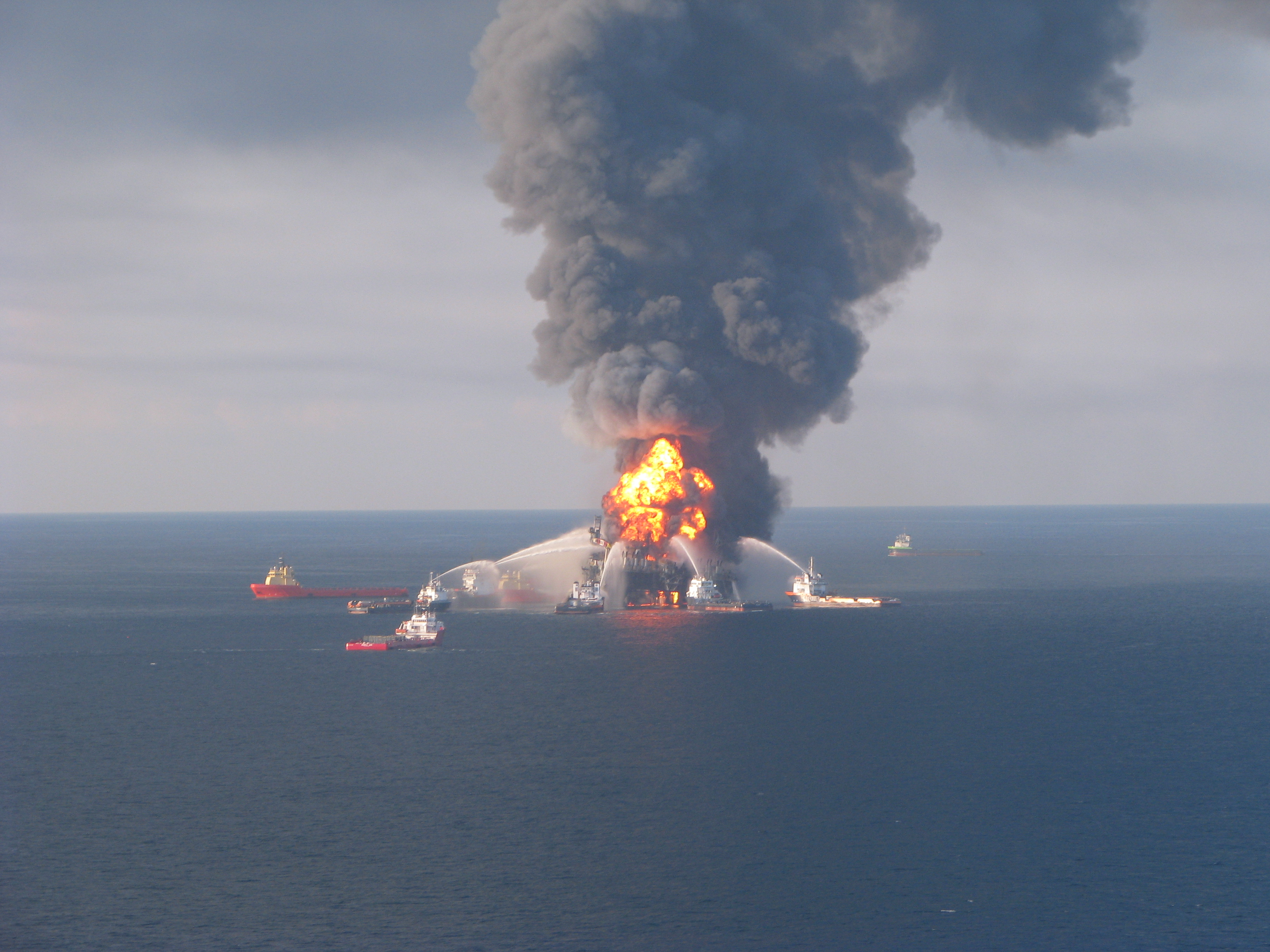
De Deepwater Horizon wordt geblust na de explosie

### 23 april
- Voor de kust van de Amerikaanse staat Louisiana in de Golf van Mexico zinkt het half-afzinkbaar platform Deepwater Horizon nadat er op 21 april een explosie plaatsvond. Elf mensen worden vermist, zeventien zijn gewond geraakt.
- Griekenland, dat in een diepe financiële crisis zit, vraagt de Europese Unie en het Internationaal Monetair Fonds om in totaal 45 miljard euro financiële steun.

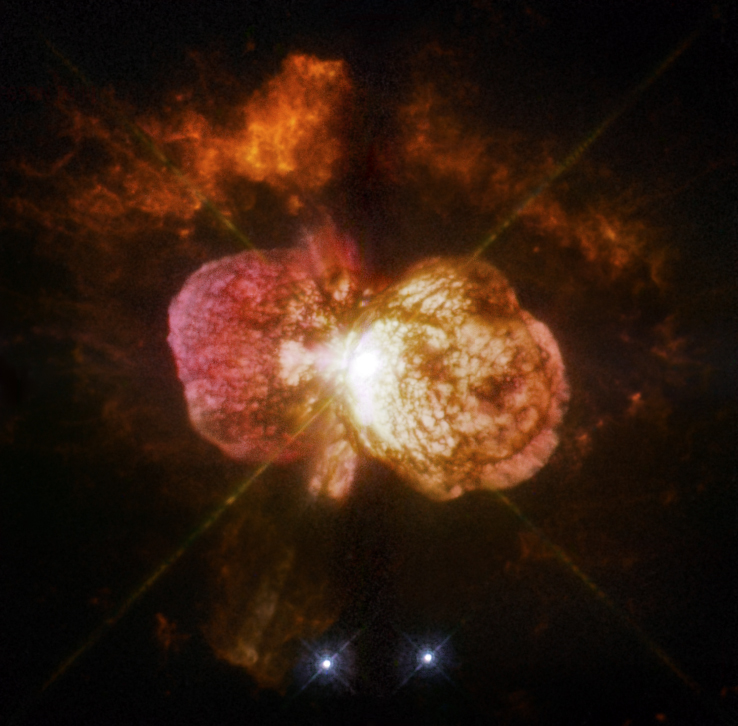
Eta Carinae, het hart van de Carinanevel

### 24 april
- Bij de vervroegde parlementsverkiezingen in de Oceanische eilandstaat Nauru worden de negen leden van de regering van de partijloze president en voormalig gewichtheffer Marcus Stephen herkozen. Drie leden van de oppositie verliezen hun zetel in het 18 zetels tellende parlement.
- In de Amerikaanse staat Utah wordt de wens van een veroordeelde man om te sterven voor het vuurpeloton ingewilligd.
- Ter gelegenheid van de 20ste verjaardag van de Amerikaans-Europese Hubbletelescoop geeft het Space Telescope Science Institute in het Amerikaanse Baltimore een spectaculaire foto vrij van een deel van de Carinanevel, die door de Hubble werd gefotografeerd.

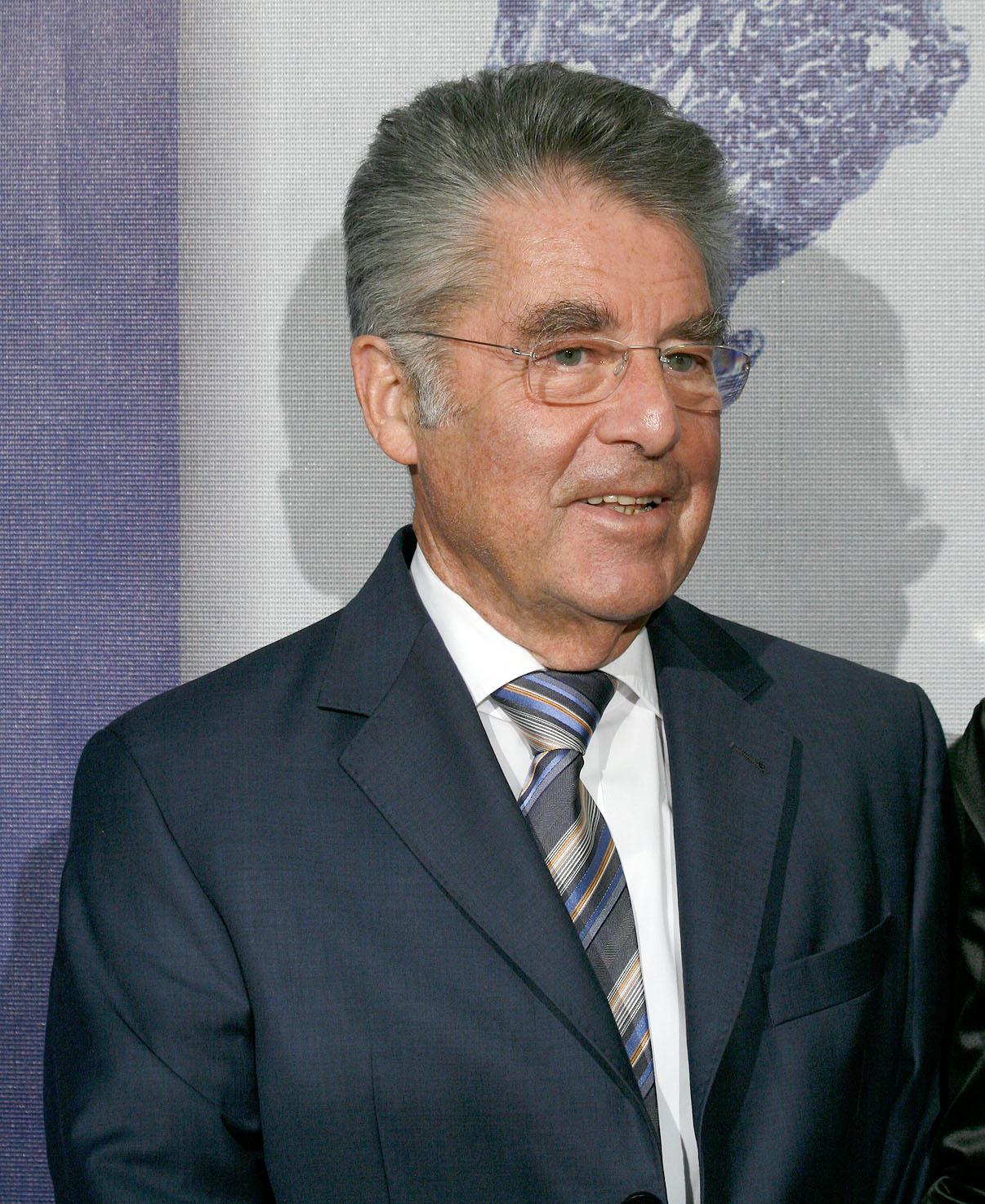
Heinz Fischer

### 25 april
- Het centrumrechtse Fidesz van voormalig premier Viktor Orbán behaalt een tweederdemeerderheid bij de tweede ronde van de Hongaarse parlementsverkiezingen. Daarmee kan de partij veranderingen in de grondwet aanbrengen zonder de steun van de oppositie.
- In Oostenrijk wordt de sociaaldemocraat Heinz Fischer met een overweldigende meerderheid van circa 78% van de stemmen herkozen als president. Barbara Rosenkranz van de rechtse FPÖ scoort met 16% iets onder de verwachtingen.

### 26 april
- Koning Albert II van België aanvaardt van premier Yves Leterme (CD&V) het ontslag van de federale regering, waarmee deze officieel is gevallen.
- Zittend president Omar al-Bashir van de islamistisch-nationalistische NCP wint met 68% van de stemmen de fel gecontesteerde presidentsverkiezingen in Soedan. Salva Kiir Mayardit van rebellenbeweging SPLM blijft president van het autonome Zuid-Soedan, waar hij 93% van de stemmen haalt.
- In de Jemenitische hoofdstad Sanaa wordt een zelfmoordaanslag gepleegd op de Britse ambassade. Ambassadeur Timothy Torlot blijft ongedeerd en alleen de dader komt om het leven.
- Voormalig militair dictator van Panama Manuel Noriega wordt door de Verenigde Staten uitgeleverd aan Frankrijk.
- Birgit Donker treedt op aandringen van de nieuwe eigenaar Derk Sauer terug als hoofdredacteur van de Nederlandse kranten NRC Handelsblad en nrc.next.

### 27 april
- Kredietbeoordelaar Standard & Poor's verlaagt de kredietrating van het noodlijdende Griekenland tot junk status, hetgeen wereldwijd zorgt voor verliezen op de beurzen.
- Na een conflict van 40 jaar leggen Rusland en Noorwegen de grens vast in de olierijke Barentszzee.

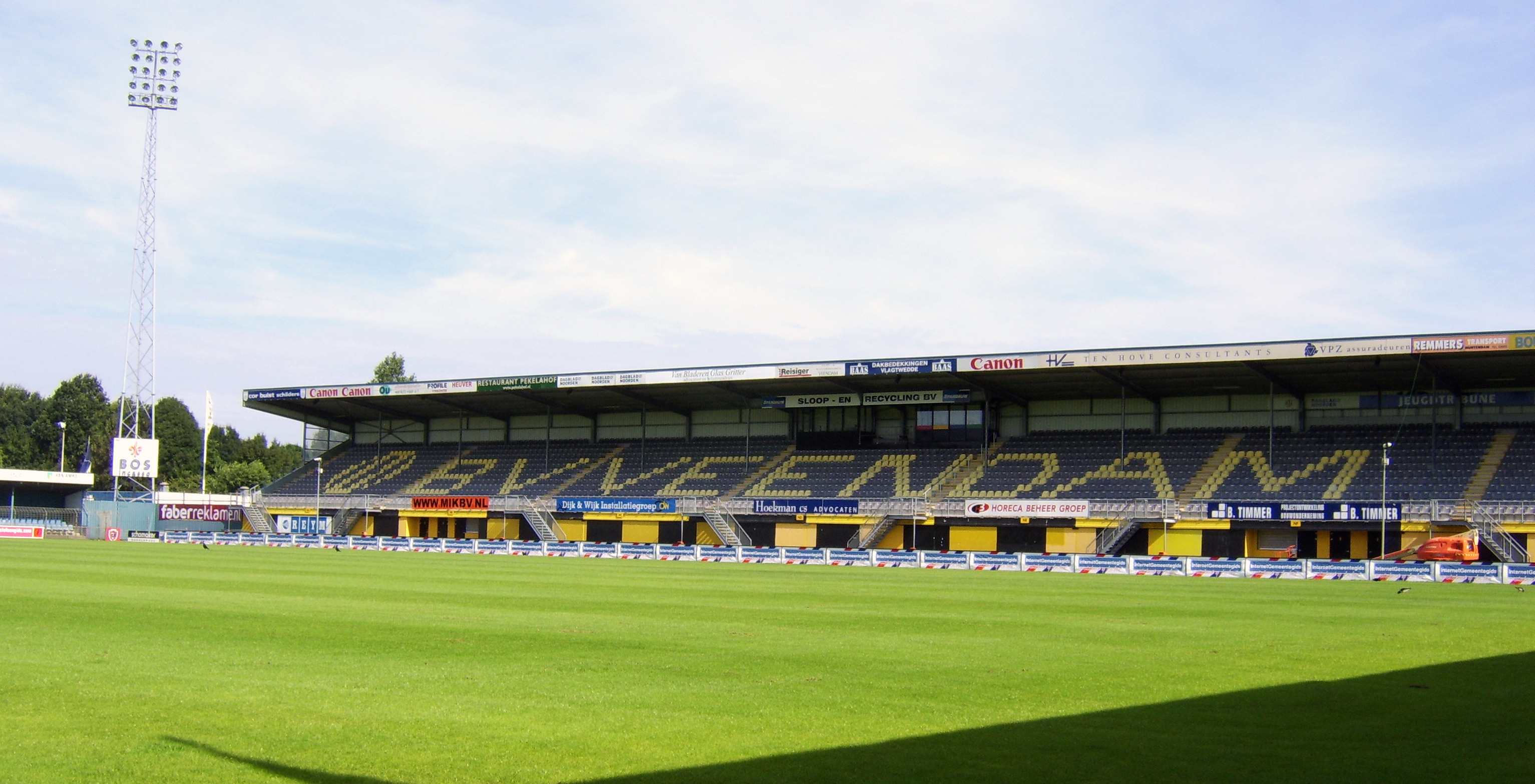
Stadion van BV Veendam

### 28 april
- Koningin Beatrix woont in de Westerkerk in Amsterdam de viering van het 50-jarig bestaan bij van het Anne Frank Huis. Tijdens de viering wordt de "Virtuele Vleugel" (woonverdieping) van Het Achterhuis gepresenteerd. Voorafgaand aan de bijeenkomst opent de Koningin de nieuw ingerichte dagboekzaal.
- De Nederlandse voetbalclub BV Veendam vraagt faillissement aan.

### 30 april
- Op de Nederlandstalige Wikipedia verschijnt het 600.000ste artikel, Ramphodon.
- Koningin Beatrix bezoekt in verband met Koninginnedag het Zeeuwse Wemeldinge en Middelburg. Er zijn strenge veiligheidsmaatregelen van kracht, ingegeven door de aanslag van 2009.
- De openingsceremonie voor Expo 2010, de grootste wereldtentoonstelling ooit, vindt plaats in Shanghai.
- De olievlek in de Golf van Mexico, veroorzaakt door de explosie op het boorplatform Deepwater Horizon, bereikt de zuidkust van de Verenigde Staten.

## Overleden
<< · januari · februari · maart · april · mei · juni · juli · augustus · september · oktober · november · december · >>